# Wapen van Harderwijk
Het wapen van Harderwijk is het wapen van de Nederlandse gemeente Harderwijk dat op 15 juli 1818 aan de gemeente is toegekend en tot op heden in ongewijzigde vorm in gebruik is. De beschrijving luidt:
"Van blaauw bezaaid met goude blokken, waaroverheen een klimmende leeuw van hetzelfde metaal. Het schild ter wederzijde vastgehouden door een klimmende leeuw van goud en gedekt met een kroon van hetzelfde."
Het schild is blauw van kleur, op het schild zijn gouden blokken met daaroverheen een gouden leeuw geplaatst. Als schildhouders zijn twee gouden klimmende leeuwen met rode tongen geplaatst. In het blazoen wordt de rode tong van de schildhouders en de kroon van vijf bladeren niet beschreven.

## Geschiedenis
Het eerst bekende wapen van Harderwijk stond op een zegel uit 1263. De stad zelf heeft in 1231 stadsrechten gekregen van Otto II, de graaf van Gelre en Zutphen. Op het zegel staat een kogge met een ster en een vijfbladerige Gelderse roos. De laatste keer dat dit zegel gebruikt werd was in 1386.
Een zegel heeft doorgaans ook een tegenzegel, in het geval van Harderwijk is dat een leeuw met blokken op een schild. Op dit zegel wordt ook vermeld dat het om het wapen gaat van de graven van Gelre. Het eerste tegenzegel stamt uit 1272. In 1410 komt dezelfde afbeelding op het kleinzegel, het is daarmee vanaf dat moment in gebruik als het wapen van de stad. Een eerste vermelding van het stadswapen stamt uit 1566. Joan Blaeu toont de kleuren van het wapen in zijn atlas van 1648, de atlas van Blaeu, waardoor ook de kleuren bekend zijn. In de atlas van Blaeu staat op de plattegrond van Harderwijk een omgewende gekroonde leeuw op een blauw veld bezaaid met gouden blokken.
Het wapen werd op verschillende manieren afgebeeld, in 1662 werd in een andere atlas van Blaeu het wapen afgebeeld terwijl de leeuw de andere kant op kijkt. Ook varieert het aantal blokjes, of de positie van de blokjes. Soms staan ze en soms liggen ze. De vorm van de kroon op het schild varieert eveneens, meestal betreft het wel een kroon van vijf bladeren. De schildhouders komen in de jaren 1600 voor het eerst voor op een stadszegel.
In 1815 vroeg de gemeente voor het eerst het wapen officieel aan, omdat reactie van de Hoge Raad van Adel uitbleef vroeg de gemeente in 1818 opnieuw het wapen aan. Harderwijk wilde een blauw veld waarop veertien gouden blokken geplaatst zijn, met daar op een gouden leeuw voorzien van rode nagels en tong (het wapen van Nassau) met daaronder een wapenspreuk: "Civitatis Hardervicenae Insigne". De Hoge Raad van Adel beschreef echter het wapen in het diploma met de blokken als bezaaid en beschreef de leeuwen geheel in goud uit. Het wapen werd samen met een wapenspreuk aangevraagd, maar deze werd niet verleend. Ook vroeg de gemeente 14 blokken aan, maar dit is niet in het blazoen terechtgekomen, aantal en plaats worden helemaal niet genoemd. Ook de leeuwen zijn niet zoals de gemeente ze wilde hebben: goud met rode tongen en nagels. Tussen 1920 en 1979 voerde de gemeente de leeuwen toch met rode tongen en nagels. Totdat zij het wapen stileerden naar een moderne variant met een kleurloos logo.

## Trivia
Het stadswapen van Harderwijk komt ook voor op een kerkraam van de Nicolaaskerk (als onderdeel van een groeiende serie Hanzeramen) in de Duitse Hanzestad Anklam. Dit werd door een inzamelingsactie onder leden van de Protestantse Gemeente Harderwijk en het Interkerkelijk Koor bewerkstelligd.
Aalten · 
Apeldoorn · 
Arnhem · 
Barneveld · 
Berg en Dal · 
Berkelland · 
Beuningen · 
Bronckhorst · 
Brummen · 
Buren · 
Culemborg · 
Doesburg · 
Doetinchem · 
Druten · 
Duiven · 
Ede · 
Elburg · 
Epe · 
Ermelo · 
Harderwijk · 
Hattem · 
Heerde · 
Heumen · 
Lingewaard · 
Lochem · 
Maasdriel · 
Montferland · 
Neder-Betuwe · 
Nijkerk · 
Nijmegen · 
Nunspeet · 
Oldebroek · 
Oost Gelre · 
Oude IJsselstreek · 
Overbetuwe · 
Putten · 
Renkum · 
Rheden · 
Rozendaal · 
Scherpenzeel · 
Tiel · 
Voorst · 
Wageningen · 
West Betuwe · 
West Maas en Waal · 
Westervoort · 
Wijchen · 
Winterswijk · 
Zaltbommel · 
Zevenaar · 
Zutphen